# Les Ambassadeurs (émission de télévision)
Pour les articles homonymes, voir Ambassadeur (homonymie).
Les Ambassadeurs est une émission de télévision diffusée en Belgique sur la Une depuis 2015 et présentée depuis le 26 mars 2022 par Nathalie Guirma.

## Principe
La Belgique et ses régions frontalières offrent de nombreuses occasions de s'évader et de se divertir, dans des décors contrastés et surprenants. 
Les Ambassadeurs se consacrent donc à faire découvrir, chaque samedi, une région de Belgique et à mettre en valeur ses habitants, les richesses de son terroir, son patrimoine et ses lieux d'escapade. 
Au cours de l'émission, Nathalie Guirma part à la rencontre de personnalités représentant fièrement leur région. Ces véritables ambassadeurs locaux ont à cœur de présenter leur passion ainsi que de partager leurs connaissances sur le patrimoine local.

## Historique
Les Ambassadeurs remplace deux émissions de la RTBF : Télétourisme présenté  et produit par  Guy Lemaire depuis 1981 et la Clef des Champs présentée par Philippe Soreil depuis 1998.
L'émission est diffusée sur la Une le samedi vers 13 h 35.